# Нормативна економічна теорія
Нормативна економічна теорія, тж. прескриптивна, предписувальна (англ. Normative economics) (на відміну від позитивної економічної теорії) — це частина економічної теорії, яка має справу з нормативними твердженняи. Вона зосереджується на ідеї справедливості та на тому, якими мають бути результати економіки чи цілі державної політики. 
Економісти зазвичай вважають за краще відрізняти нормативну економічну теорію («те, що має бути» в економічних питаннях) від позитивної економічної теорії («те, що є»). Багато нормативних (ціннісних) суджень, однак, вважаються умовними, від яких слід відмовитися, якщо факти або знання фактів змінюються, так що зміна цінностей може бути суто науковою.  З іншого боку, економіст із питань добробуту Амартя Сен розрізняє базові (нормативні) судження, які не залежать від таких знань, від неосновних суджень, які залежать від таких знань. Він вважає цікавим відзначити, що «жодне судження не є доказово базовим», тоді як деякі оціночні судження можуть виявитися неосновними. Це залишає відкритою можливість плідної наукової дискусії щодо оціночних суджень. 
Позитивна і нормативна економічна теорія часто синтезуються в стилі практичного ідеалізму. У цій дисципліні, яку іноді називають «мистецтвом економіки», позитивна економіка використовується як практичний інструмент для досягнення нормативних цілей, які часто передбачають зміни політики чи стану речей.
Приклад нормативної економічної заяви такий:
Ціна молока має становити 6 доларів за галон, щоб забезпечити вищий рівень життя молочників і зберегти сімейну ферму.
Це нормативне твердження, оскільки воно відображає оціночні судження. Це конкретне твердження робить судження про те, що фермери заслуговують на вищий рівень життя і що сімейні ферми слід рятувати. 
Нормативна економічна теорія базується на максимізації як соціальної, так і політичної корисності агента, визнаної як «сукупні інтереси».
Підгалузі нормативної економічної теорії включають теорію суспільного вибору, теорію кооперативних ігор і проектування механізмів.
Деякі попередні технічні проблеми, поставлені в економіці добробуту та теорії справедливості, були достатньо розглянуті, щоб залишити простір для розгляду пропозицій у прикладних областях, таких як розподіл ресурсів, державна політика, соціальні показники та вимірювання нерівності та бідності . 